# Stanin
Stanin [pronunciación en polaco: /ˈstanin/] es un pueblo ubicado en el Condado de Łuków, Voivodato de Lublin, en Polonia oriental. Es el asentamiento del gmina (distrito administrativo) llamado Gmina Stanin. Se encuentra aproximadamente a 14 kilómetros al suroeste de Łuków y a 73 kilómetros al norte de la capital regional Lublin.